# Chang'e 1
Chang'e 1 (嫦娥一号S, Cháng'é YīhàoP) è stata una sonda spaziale dell'Agenzia nazionale cinese per lo spazio per l'esplorazione lunare.
Il lancio è avvenuto il 24 ottobre 2007 alle 10:05:04 UTC dal centro spaziale di Xichang. È entrata in orbita lunare il 5 novembre dello stesso anno. Le osservazioni della superficie condotte tra novembre 2007 e luglio 2008 hanno permesso la realizzazione di una mappa, resa pubblica il 12 novembre 2008. La durata della missione è stata quindi prolungata fino al 1º marzo 2009, quando la sonda è stata fatta precipitare sulla Luna.
Il nome deriva dalla divinità lunare cinese, Ch'ang Ô.

## Fasi del progetto
Il progetto dettagliato è stato completato nel settembre 2004, e lo sviluppo di un prototipo con la relativa fase di test alla fine del 2005. Il progetto, la costruzione, l'assemblaggio, i test e le prove a terra sono state concluse prima del dicembre 2006.

## Caratteristiche tecniche
La sonda contiene 24 componenti e il suo peso totale è di 2350 kg con 130 kg di carico scientifico. È stata progettata per orbitare attorno alla Luna per un anno.

### Strumenti
- Stereo Camera (CCD立体相机) con risoluzione di 160 m e uno spettrometro a lunghezza d'onda compresa tra i 0,48 μm e 0,96 μm.
- Altimetro laser (激光高度计) con risoluzione di 1 m, lunghezza d'onda di 1064 nm, potenza 150 μJ.
- Imaging Spectrometer (成像光谱仪)
- Spettrometro a raggi gamma e a raggi X (伽马/X射线谱仪) con una banda energetica da 0,5 eV a 50 keV per i raggi X e da 300 keV a 9 MeV per i raggi gamma.
- Radiometro a microonde (微波探测仪) con frequenze di 3 GHz, 7,8 GHz, 19,35 GHz e 37 GHz con una profondità di penetrazione massima di 30, 20, 10, 1 m e una risoluzione termica di 0,5 K.
- Rilevatore di particelle ad alta energia e due Rivelatori di vento solare (太阳高能粒子探测器和低能离子探测器) in grado di rilevare elettroni e ioni pesanti fino ad una energia di 730 MeV.

## Fasi della missione
Dopo il lancio, Chang'e 1 ha effettuato 3 orbite attorno alla Terra, una accensione dei motori al perigeo che ha esteso l'apogeo dell'orbita fino ad una accensione finale per l'inserimento in traiettoria lunare che l'ha posizionata in rotta verso la destinazione. Una successiva accensione ha impostato l'orbita polare della sonda il 31 ottobre, e ulteriori tre correzioni l'hanno inserita nell'orbita circolare definitiva il 5 novembre.
Il piano originale prevedeva una missione di circa un anno successivamente estesa fintanto che il satellite poteva rimanere in orbita. Alle 08:13 UTC del 1º marzo 2009 Chang'e 1 si è infine schiantata sulla superficie lunare a seguito del decadimento orbitale iniziato circa 5 ore prima.

### Obiettivi della missione
Una volta raggiunta l'orbita lunare la missione Chang'e 1 prevede:
- la realizzazione di una mappa tridimensionale della superficie della Luna e la ricerca di siti utili ad un allunaggio morbido, per questo scopo verrà usata un'orbita che permetterà l'osservazione completa della Luna
- la ricerca di materiali utili sulla superficie e la loro distribuzione
- lo studio del suolo lunare
- lo studio dello spazio fra 400 km e 400000 km.